# Rune Premfors
Rune Ingvar Tage Premfors, född 25 mars 1947 i Brännkyrka församling i Stockholm, är en svensk statsvetare.
Premfors disputerade 1980 vid Stockholms universitet. Han var professor i statsvetenskap vid Stockholms universitet från 1994 till sin pensionering 2014, och var där verksam vid Stockholms centrum för forskning om offentlig sektor (SCORE). Premfors var även prefekt vid statsvetenskapliga institutionen från 1995 och har varit ordförande i Statsvetenskapliga förbundet. Han har bland annat skrivit om demokratifrågor.

## Publikationer i urval
- Svensk forskningspolitik, Lund: Studentlitteratur, 1986
- Policyanalys: kunskap, praktik och etik i offentlig verksamhet, Lund: Studentlitteratur, 1989
- Demokrati i storstad: stadsdelsnämnder i Stockholm, Stockholm: Carlsson, 1994. Tillsammans med Jonas Sandqvist och Marika Sanne.
- Den starka demokratin, Stockholm: Atlas, 2000.
- Regeringskansliet, Malmö: Liber, 2007. Tillsammans med Göran Sundström och Catrin Andersson.